# Spilosoma quadrimaculata
Spilosoma quadrimaculata är en fjärilsart som beskrevs av Moore 1888. Spilosoma quadrimaculata ingår i släktet Spilosoma och familjen björnspinnare. Inga underarter finns listade i Catalogue of Life.